# Crisis económica en México de 1994
La crisis económica de México de 1994 fue una crisis iniciada en México que surgió por la falta de reservas internacionales, causando la devaluación del peso mexicano durante los primeros días de la presidencia de Ernesto Zedillo. A unas semanas del inicio del proceso de devaluación de la moneda mexicana, el entonces presidente de los Estados Unidos, Bill Clinton, solicitó al Congreso de su país la autorización de una línea de crédito por US$20 mil millones para el Gobierno mexicano, a efectos que le permitieran garantizar a sus acreedores el cumplimiento cabal de sus compromisos financieros denominados en dólares.
En el contexto internacional, las consecuencias económicas de esta crisis se denominaron "Efecto Tequila". En México, se le conoce como el "Error de Diciembre", una frase acuñada por el expresidente mexicano Carlos Salinas de Gortari para atribuir la crisis a las presuntas malas decisiones de la administración entrante de Ernesto Zedillo Ponce de León y no a la política económica de su sexenio.

## Causas
La crisis que sufrió México fue causada en gran medida por la opacidad del régimen del presidente Carlos Salinas de Gortari, generando desequilibrios insostenibles (grandes déficits fiscales, comerciales y de cuenta corriente), e incorrectamente financiados por una elevada cantidad de deuda en moneda nacional (CETES), y sobre todo a través de Tesobonos. Estos bonos eran deuda a corto plazo, que se compraban y vendían en pesos, pero se pagaban en dólares, protegiendo a los inversionistas contra los efectos de una posible devaluación.[cita requerida]
Salinas fue un gran promotor, logrando que México firmase el Tratado de Libre Comercio de América del Norte, que entró en vigor el 1 de enero de 1994, con sus dos grandes vecinos en Norteamérica.
En esta época México parecía un buen lugar para invertir y fue justamente lo que aprovechó el presidente Carlos Salinas de Gortari para implementar sus planes, que incluyeron múltiples instancias de presunta corrupción.

### Administración de Carlos Salinas de Gortari
La crisis tiene su clímax durante la administración del presidente Carlos Salinas de Gortari, 1988 -1994, quien incrementó el gasto fiscal a niveles históricos antes de terminar su mandato, mientras el peso mexicano se sobrevaluaba. El déficit elevado pudo reducir el flujo de inversiones y la generación de puestos de trabajo, motivo por el cual se decidió alentar las inversiones privadas en lugar de mantener la actividad estatal sin el adecuado control. Esta administración privatizó la banca nacional, la cual estaba en manos del estado y había sido intervenida apenas doce años antes por el presidente José López Portillo. Los fondos provenientes de estas ventas y de las de otras compañías del gobierno se invirtieron en la infraestructura necesaria para incrementar la productividad del país y alentar las inversiones que generarían nuevos puestos de trabajo con el Tratado de Libre Comercio de América del Norte con Estados Unidos y Canadá. La popularidad y credibilidad de Salinas alcanzaron niveles altos, ya que el crecimiento económico era estable y la baja inflación hizo que muchos políticos y los medios afirmaran que «México estaba a punto de convertirse en país de primer mundo», y de hecho, fue la primera de las naciones recientemente industrializadas en ser aceptada en la Organización para la Cooperación y el Desarrollo Económico OCDE en mayo de 1994. No obstante, era un hecho conocido que el peso estaba sobrevaluado (al menos un 20%), pero la vulnerabilidad económica no era bien conocida o era minimizada por los políticos y los medios de comunicación. Esta vulnerabilidad se agravó por varias decisiones de política macroeconómica y otros eventos durante el año 1994. 
La mayoría de los economistas e historiadores económicos, como Hufbauer y Schoot (2005) reconocen varios eventos y políticas macroeconómicas de la administración de Salinas que propiciaron la crisis económica de 1994:
- 1994 fue el último año del sexenio de Salinas, quien, siguiendo la tradición del PRI en cada año de elecciones, inició un increíblemente alto gasto gubernamental en obras públicas, lo cual se tradujo en un déficit histórico.
- Para poder mantener este déficit de cuenta corriente histórico (un 7% del PIB), Salinas emitió los Tesobonos, un tipo de instrumento de deuda que aseguraba el pago en dólares, en lugar de pesos mexicanos. El decreto de los tesobonos se publicó en el diario oficial el 28 de junio de 1989, en este mismo año se realiza la primera emisión por un monto de 10 millones de dólares, con un plazo de 182 días y una tasa nominal al vencimiento de 34.5% anual.
- México experimentó, común en esos días, prácticas bancarias no reguladas que permitieron la obtención de créditos en exceso que luego fueron de difícil recuperación. Algunos miembros de la familia de Salinas (su hermano Raúl fue encarcelado) fueron acusados de transacciones ilícitas.
- El candidato presidencial del Partido Revolucionario Institucional (en el gobierno desde 1929), favorito para las elecciones, Luis Donaldo Colosio, fue asesinado el 23 de marzo de ese año. Esto provocó que el saldo de los tesobonos se situara en 7,049 millones de pesos, esto fue un incremento del 83% respecto al de diciembre del año anterior, y unos meses después, José Francisco Ruiz Massieu, secretario general del PRI, quien también fue asesinado el 28 de septiembre.
- El EZLN, una rebelión insurgente de Chiapas, le declaró la guerra al gobierno el 1 de enero de 1994; aunque el conflicto armado terminó 2 semanas después, las inconformidades y peticiones de los insurgentes eran causa de preocupación, especialmente para los inversionistas.

Estos dos últimos eventos, y el creciente déficit de cuenta corriente alimentado por la demanda del consumidor y el enorme gasto gubernamental, alarmó a los inversionistas que habían comprado los tesobonos, principalmente ciudadanos mexicanos y algunos extranjeros, quienes los vendieron rápidamente, vaciando las reservas internacionales del Banco de México, las cuales de por sí se encontraban en niveles muy bajos. La política ortodoxa que debía realizarse ante tal situación era incrementar las tasas de interés, permitiendo que la base monetaria se contrajera para evitar que más dólares siguiesen siendo extraídos de las reservas rápidamente (Hufbauer & Schott, 2005). Sin embargo, dado que era un año de elecciones (en ese entonces consideradas las más transparentes del país y las primeras con observadores internacionales) y ya que el resultado hubiera sido distinto si había una desaceleración económica, el Banco de México decidió comprar deuda mexicana para mantener la base monetaria e impedir que las tasas de interés se incrementaran, lo cual, a su vez, causó una mayor fuga de dólares de las reservas internacionales a niveles históricamente bajos (que llegarían a 9 mil millones de dólares; a modo de comparación, en 2005 llegaron a $70 mil millones arrastrados de crisis anteriores). La crisis era inevitable y terminar con la paridad fija del peso tan solo era una de las muchas correcciones que tenían que realizarse. No obstante, aún después de las elecciones, durante los últimos 5 meses antes de la toma de posesión de Ernesto Zedillo, la administración de Salinas no realizó ningún ajuste. Algunos críticos sugieren que Salinas quería mantener su popularidad, ya que buscaba el apoyo internacional para su candidatura a director general de la Organización Mundial de Comercio. Salinas, por su parte, argumenta que había hablado con Zedillo para compartir la devaluación entre las dos administraciones y que Zedillo decidió tomar la carga del ajuste económico en su totalidad.

### Administración de Ernesto Zedillo Ponce de León
Zedillo tomó posesión el 1 de diciembre de 1994. Unos cuantos días después, tuvo una reunión con varios empresarios mexicanos y extranjeros, comentando sobre la devaluación que vendría, la cual solo planeaba subir la banda de la tasa de cambio fija un 15%, hasta los 4 pesos por dólar (de 3.4 pesos que se encontraba en promedio en ese año), así como terminar con muchas de las prácticas económicas no ortodoxas (como la compra de deuda ante la situación del país), y así detener la fuga de dólares de las reservas internacionales. Los críticos del gobierno de Zedillo argumentan que, aunque la devaluación era necesaria y económicamente coherente, se manejó incorrectamente en términos políticos: al haber anunciado sus planes de devaluación, muchos extranjeros retiraron sus inversiones, agravando los efectos de la devaluación. Sin poder mantener la nueva banda de la tasa de cambio, a principios de 1995, la administración de Zedillo decidió establecer el sistema de libre flotación del peso, el cual llegaría a 7.20 pesos por dólar en tan solo una semana. Cuando el dólar dejó de ser controlado por el gobierno el peso perdió la mitad de su valor, hecho que ocasionó que las deudas en dólares no pudieran ser pagadas. Las decisiones de Zedillo, principalmente la de anunciar la devaluación a los inversionistas y el establecer el sistema de libre flotación, fueron el "error de diciembre" de acuerdo con el expresidente Salinas de Gortari.
Las repercusiones sociales que tuvo esta crisis fueron incalculables: en muchos casos se tradujeron en pérdidas económicas para las familias. Muchos perdieron las casas y autos que habían adquirido en contratos con tasa variable; otros perdieron todo. El sentimiento de pérdida de un futuro para el país se hizo al considerarse esta crisis económica como el final de la clase media, así como de todas las comodidades y privilegios que hasta ese momento tuvo dicho sector de la población nacional.

## La salida de la crisis

### Paquete de emergencia
Estados Unidos intervino rápidamente comprando pesos del mercado para evitar una mayor devaluación del peso, sin embargo esta medida no era suficiente. El presidente estadounidense Bill Clinton solicitó al Congreso enviar un paquete de rescate. Sin embargo diversos representantes del Congreso que se habían opuesto al TLCAN veían esta crisis como un resultado del tratado. El Congreso votó en contra de la aprobación de fondos de rescate. No obstante, algunas personas dentro del Tesoro estadounidense encontraron una vía legal para enviar el rescate por medio del Fondo de Estabilización de Divisas, la cual no requería la aprobación del Congreso de los Estados Unidos. Así, se enviaron de los Estados Unidos $20 mil millones de dólares, a los cuales se les añadieron casi $30 mil millones más: $17.759 millones del Fondo Monetario Internacional, $10 mil millones del Banco de Pagos Internacionales (Bank for International Settlements), mil millones del Banco de Canadá en forma de swaps de corto término, según anunció Clinton en Washington, el 31 de enero de 1995, y mil millones más provenientes de diversos países latinoamericanos (entre ellos Argentina y Brasil, cuyas economías habían sido severamente afectadas por los efectos de la crisis mexicana). El dólar se estabilizó a un precio de 6 pesos, y por los siguientes dos años, antes de ser afectado por la Crisis financiera asiática de 1998, se mantuvo entre $7 y $7.7 pesos mexicanos.

### Cambios en la política económica
Comprometido con cumplir las obligaciones del Tratado de Libre Comercio de América del Norte, el gobierno mexicano no recurrió a las prácticas tradicionales de los países latinoamericanos en tiempos de crisis (como el control de capitales, que podría haber prolongado la crisis, tal como fue el caso con las crisis sudamericanas del 2001-2002), sino que introdujo controles estrictos en la política fiscal, continuó con su política de libre comercio y libre flotación. El crecimiento acelerado de las exportaciones amortiguó la recesión, y en menos de 10 meses, la tasa de crecimiento mensual del PIB ya era positiva. Para 1996 la economía ya estaba creciendo (llegando a un máximo de casi 7% en 1999), y en 1997 México pagó, por adelantado, todos los préstamos de los Estados Unidos. Las altas tasas de interés (la devaluación llegó al 100%) provocaron que muchas familias no pudieran pagar sus préstamos e hipotecas financiadas por sus ingresos regulares, perdiendo sus propiedades, mientras el gobierno federal realizaba un rescate financiero a Bancos Mexicanos conocido por FOBAPROA. Estas medidas de sinceramiento de la economía no fueron acompañadas por un proceso de revaluación de la deuda de los morosos, lo cual podría haber salvado de la ruina a miles de PyMES y personas.
El rescate financiero se sigue pagando actualmente, la pobreza no se reduce y los programas sociales se pueden ejecutar libremente gracias a un aviso legal que dicta "este programa es de apoyo social y no tiene ningún fin partidista" por el aparente incremento de los ingresos, producto de la política económica basada en el crédito de bajo monto que se ofrece a la población en general.
La crisis económica fue incubada debido al excesivo gasto social, la emisión de tesobonos y al control del tipo de cambio, así como las medidas populistas y mercantilistas diseñadas por la tecnocracia con intereses particulares, sin llegar a liberar las fuerzas del mercado y presenciar la libre competencia. Esta reforma parcial sumió al país en un crecimiento económico lento por varios años. El presidente Salinas de Gortari había anunciado que el PIB crecería aceleradamente bajo el TLCAN, pero en la práctica la economía mexicana ha crecido lentamente y el Presupuesto Nacional también. El incremento en el precio del petróleo permitió una mejora en la situación presupuestal del Estado al producir más de 3 millones de barriles al día (PEMEX) hasta que sobrevino la reforma petrolera, y la caída en los precios del crudo impuesta por la OPEP para mantener el escenario de competencia internacional en el abasto de combustibles.
En el período 1995-2005 México ha sido el país con menor crecimiento económico de América, acumulando un retraso tecnológico en algunos sectores de 20 y 30 años, y convirtiéndose en exportador de petróleo pesado y maquila.

## Efectos
Los negocios mexicanos que tenían deudas en dólares, o que se confiaron en comprar suministros de Estados Unidos, sufrieron un golpe inmediato, con un despido masivo de empleados y varios suicidios producto de la tensión de las deudas. Negocios cuyos ejecutivos asistieron a las reuniones en las oficinas del entonces presidente Zedillo se ahorraron la pesadilla de la crisis - ya que fueron advertidos, compraron rápidamente una inmensa cantidad de dólares y renegociaron sus contratos en pesos. Para empeorar la situación, el anuncio de la devaluación se dio a mitad de semana en un miércoles, y durante el resto de la semana los inversionistas extranjeros huyeron del mercado mexicano sin que el gobierno hiciera ninguna acción para prevenirlo o desalentarlo hasta el siguiente lunes cuando ya todo fue muy tarde.
Todo esto causó demasiado malestar en la población, la cual inmediatamente juzgó al presunto culpable del problema: Salinas de Gortari (él hacía campaña por el mundo para encabezar la OMC en ese entonces). El incidente también sirvió para dejar en claro que su influencia en la administración de Zedillo se había terminado.
La crisis se propagó rápidamente por el contexto latinoamericano, alcanzando lugares tan alejados. En opinión de Paul Krugman, sencillamente porque para muchos inversionistas ignorantes todos los países latinoamericanos son iguales. Así que el pánico de lo que había pasado en México se extendió a otros países, que de la noche a la mañana se vieron escasos de fondos y endeudados a corto plazo. Krugman dice que los pecados económicos de estos países eran muy pequeños para tan graves consecuencias.
Prácticamente todo el país fue afectado, todos los sectores de la población sufrieron la crisis, el reajuste del cambio en como el valor del peso mexicano estaba valuado, pero principalmente quienes fueron mayormente afectados fueron en primer lugar las finanzas del Gobierno Federal, así como también miles de empresas y millones de mexicanos que se encontraban seriamente endeudados, una buena parte de empresas en dólares y muchos otros con tasas de interés variables que materialmente se vieron imposibilitados de pagar.

## Consecuencias
La crisis se gestó por el surgimiento de sobrebeneficios en el corto plazo en el área de inversión especulativa, particularmente de CETES y Tesobonos, emitidos por el gobierno mexicano para financiar el gran gasto durante el sexenio de Carlos Salinas de Gortari. Esto provocó una atracción de inversión en estos instrumentos mayor a la real, que provocó tener un peso sobrevaluado. A su vez, esto desincentivó la inversión directa provocando una caída en las exportaciones directas e indirectas.
La abrupta caída de las reservas internacionales propiciada por las fugas de capital provocó la devaluación del peso y la imposibilidad de controlar el tipo de cambio, con consecuencias directas en el incremento de la inflación.
Se creó un paquete de rescate por parte del gobierno de Estados Unidos y diferentes organismos internacionales por 20,000 millones de dólares. Más de 10,000 millones por parte del FMI, 7,800 del BPI, 3,000 del Banco Mundial y el Banco Interamericano y 1,000 millones de diversos países.
El gobierno mexicano implementó diferentes medidas ante la situación. Se creó El Acuerdo de Unidad para Superar la Emergencia Económica, el cual otorgó un aumento a los salarios mínimos del 7% e impuso un tope de 12,000 millones de pesos al crédito del Banco Central. Se emplea el Programa de Acción para Reforzar El Acuerdo de Unidad para Superar la Emergencia Económica, donde se incrementa el IVA del 10% al 15% y reduce el gasto en 10%, se reduce de nuevo el límite al crédito del Banco Central en 10 000 millones de pesos para 1995, y otorga un nuevo aumento a los salarios mínimos del 12%. 
Se acuerda la Alianza para la Recuperación Económica, en la que se plantea el incremento gradual de las tarifas de la gasolina, de otros energéticos y de los bienes públicos.
Por otra parte, una de las consecuencias de la crisis económica fue la morosidad en carteras de créditos vencidos que los deudores no estuvieron en capacidad de pagar, debido al alza de las tasas de interés en sus créditos. Para estabilizar el sistema financiero, se creó una estrategia en apoyo al sistema bancario y se realizaron reformas para permitir una mayor participación extranjera en los bancos nacionales. Además, se implementó un esquema de reestructuración de cartera por medio de Unidades de Inversión (UDI).